# Jizera (Berg)
Der Jizera (deutsch Siechhübel; 1122 m) ist der zweithöchste Berg im böhmischen Teil des Isergebirges. Der obere Teil des Berges steht als Naturreservat Prales Jizera unter staatlichem Schutz.

## Lage und Umgebung

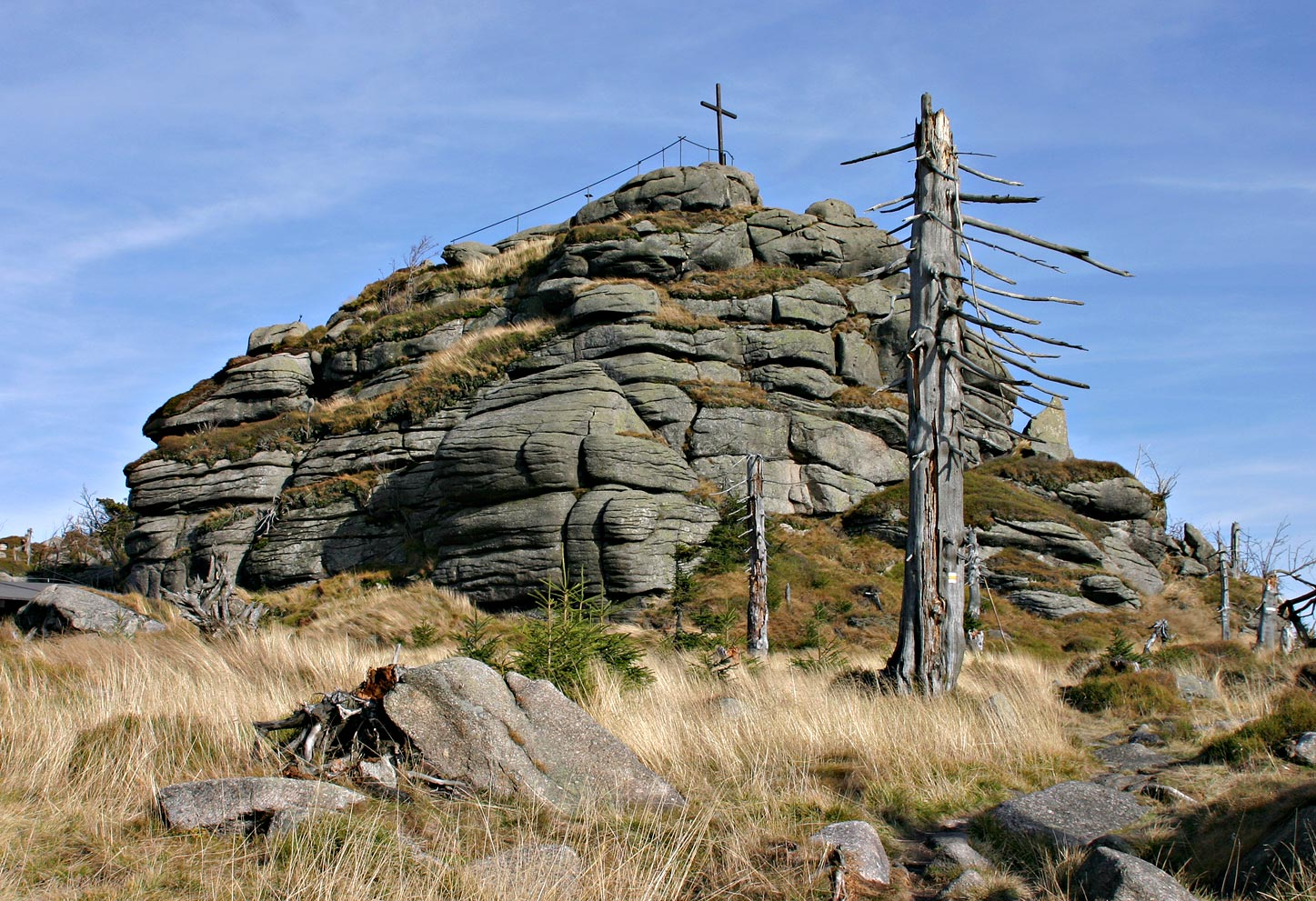
Felsen am Gipfel des Jizera

Der Jizera erhebt sich über eine weitgehend siedlungsleere Hochfläche im zentralen Teil des Isergebirges. Die nächstgelegenen Ortschaften sind das fünf Kilometer östlich gelegene Jizerka (Klein Iser) und die nördlich unter dem Steilabfall des Isergebirges gelegene Gemeinde Bílý Potok pod Smrkem (Weißbach). Nordöstlich des Berges am Ursprung der Smědá (Wittig) befindet sich die Bergbaude Smědava (Wittighaus).  

## Geschichte
1960 wurde der urwaldartige Waldbestand am oberen Teil des Berges auf 92,44 ha als Naturreservat Prales Jizera unter staatlichen Schutz gestellt.

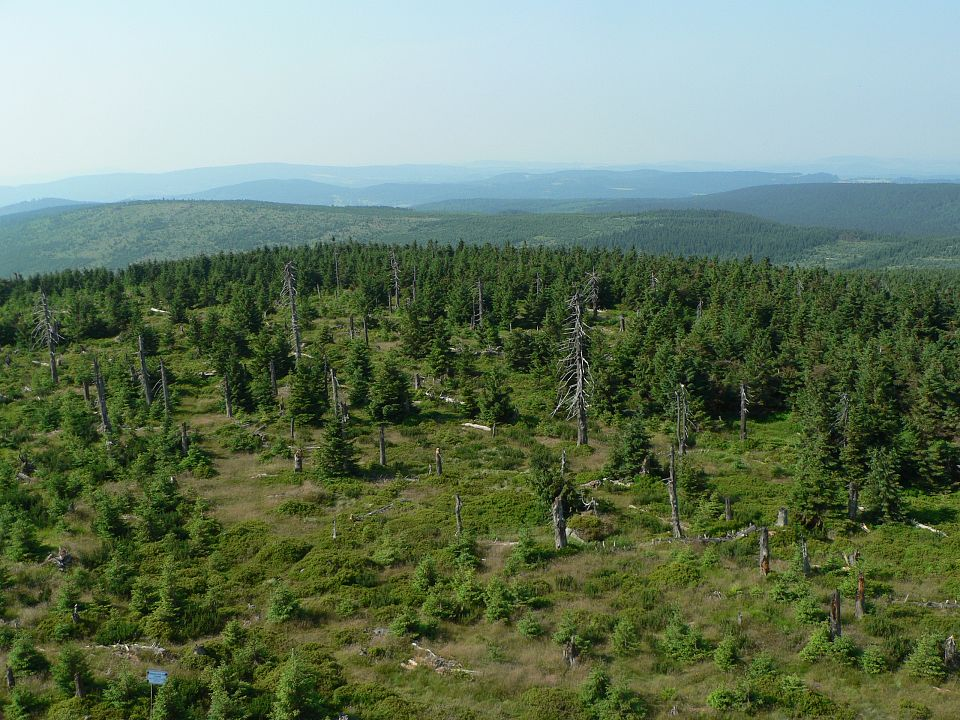
Reste des ursprünglichen Bergwaldes; eine Wiederaufforstung erfolgte hier nicht

Mitte der 1980er Jahre starb der ursprüngliche Waldbestand des Berges infolge sauren Regens weitgehend ab. Verursacher dafür waren insbesondere die ohne Rauchgasentschwefelung betriebenen Braunkohlekraftwerke der DDR und Polens im Oberlausitzer Bergbaurevier. Auch der aus alten Wetterfichten bestehende, unter Naturschutz stehende Bergwald wurde in dieser Zeit schwer geschädigt. Erst Anfang der 1990er Jahre wurden die zerstörten Flächen außerhalb des Naturreservates neu aufgeforstet.

## Wege zum Gipfel
Zum Gipfel des Jizera führt ein gelb markierter, ein Kilometer langer Wanderpfad, der an der Forststraße Štolpišská silnice (Stolpichstraße), über die der Europäische Fernwanderweg E3 führt, beginnt. Der Aufstieg auf den Gipfelfelsen ist über eine Steiganlage möglich.